# Muchničkovití
Muchničkovití (Simuliidae) je hmyzí čeleď z infrařádu Culicomorpha. Jsou příbuzní s Ceratopogonidae, pakomárovitými a Thaumaleidae. Formálně bylo pojmenováno přes 2 200 druhů muchniček, z nichž 15 vyhynulo. Jsou rozděleny do dvou podčeledí: Parasimuliinae obsahuje pouze jeden rod a čtyři druhy; Simuliinae obsahuje všechny ostatní. Více než 1800 druhů patří do rodu muchnička (Simulium).
Většina muchniček se živí krví savců, včetně lidí, ačkoli samci se živí hlavně nektarem. Muchničky jsou obvykle malé, černošedé, s krátkýma nohama a tykadly. Pro lidi jsou běžnými škůdci a mnoho amerických států má programy na potlačení jejich populace. Jsou přenašeči četných nemocí, včetně onchocerciázy v Africe (Simulium damnosum a S. neavei) a v Americe (S. callidum a S. metalum ve Střední Americe, S. ochraceum ve střední a jižní Americe).

## Ekologie
Samička klade vajíčka do tekoucí vody a larvy se přichytávají ke kamenům. Úspěch množení je velmi závislý na čistotě vody. Larvy používají malé háčky na koncích bříška, aby se zachytily na substrátu, k pohybu i k udržení pozice jim slouží hedvábné nitě, které slouží jako úchyty. V proudící vodě zachytávají do úst plovoucí organické částice, řasy a bakterie. Larvy muchniček jsou tak závislé na tekoucí vodě, bez níž by nedokázaly získat potravu. Kuklí pod vodou a potom se vynoří ve vzduchové bublině jako okřídlení dospělci. Během tohoto procesu se stávají častou kořistí pstruhů. Larva některých jihoafrických druhů je známa pro svou forezi na nymfě jepice.

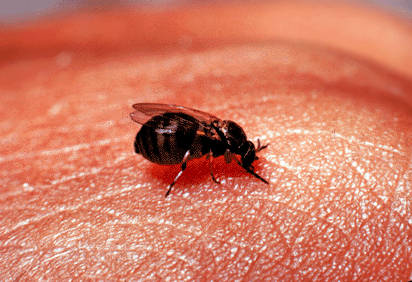
Samička muchničky

Dospělí samci se živí nektarem, zatímco samice vykazují anautogenii a před kladením vajíček se živí krví. Některé druhy v Africe létají až do vzdálenosti 60 km od vodních ploch, aby se před nakladením vajíček nasytily krví.
Různé druhy dávají přednost různým hostitelským zdrojům krve, což se někdy odráží v názvu daného druhu. Živí se ve dne, nejlépe při nízké rychlosti větru.
Muchničky se rozmnožují jednou za rok nebo četněji v závislosti na druhu. Počet generací jednotlivých druhů škůdců má tendenci korelovat s intenzitou lidského úsilí o kontrolu těchto škůdců.
Studie univerzity v Portsmouth v letech 1986–1987 uvádí, že mouchy čeledi Simulium vytvářejí vysoce kyselé prostředí ve svém trávicím ústrojí. Toto kyselé prostředí poskytuje ideální podmínky pro bakterie, které metabolizují celulózu. Hmyz nemůže metabolizovat celulózu samostatně, ale přítomnost těchto bakterií umožňuje, aby se celulóza metabolizovala na základní cukry. To poskytuje výživu larvám muchniček, jakož i bakteriím. Tento symbiotický vztah naznačuje specifickou adaptaci, protože proud vody nemůže poskytnout dostatečnou výživu rostoucí larvě jiným způsobem.  

## Muchničky v některých regionech

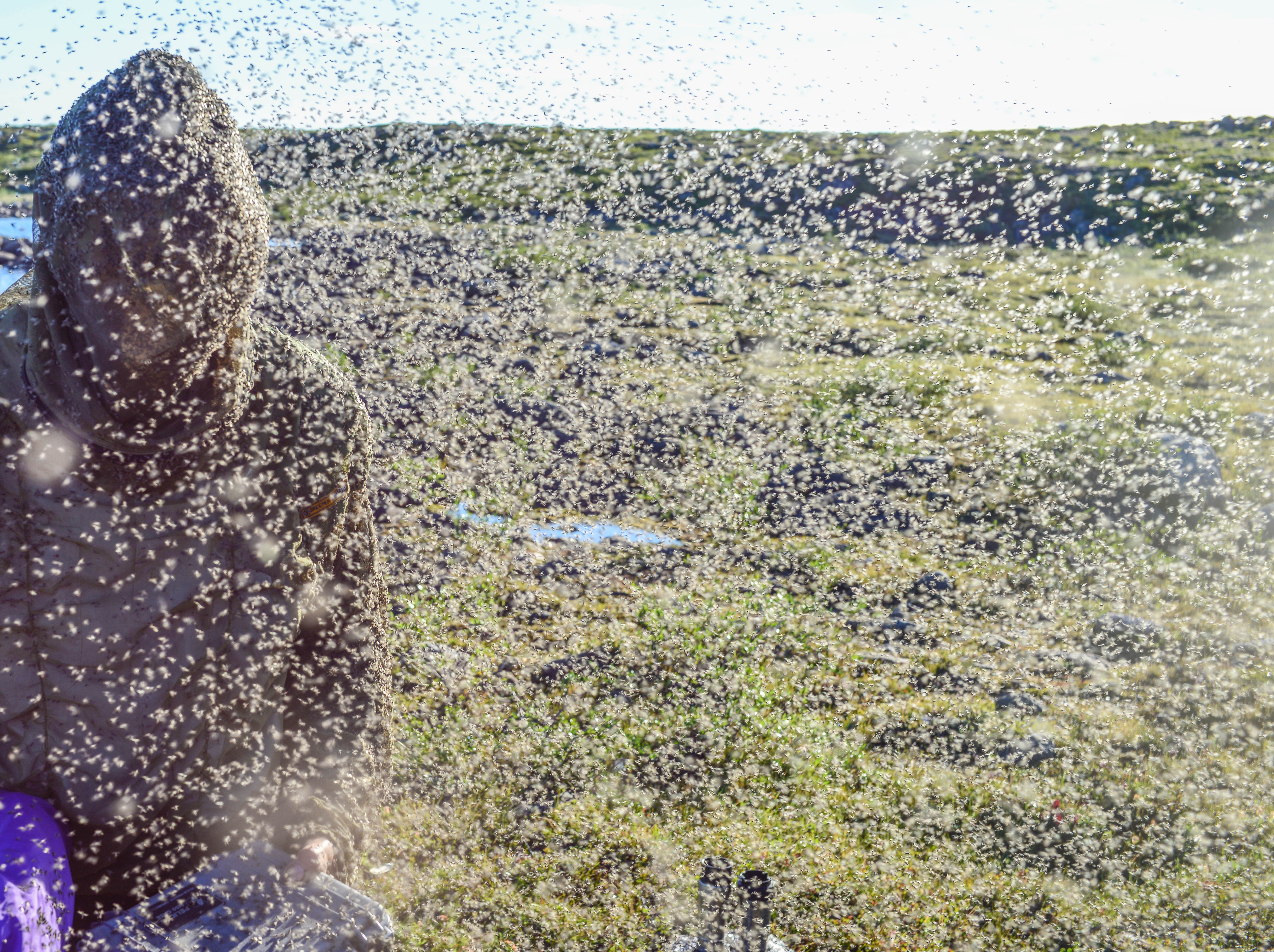
Muchničky útočí na posádku kánoe v červenci 2015 na kanadské arktické řece Dubawnt, Nunavut.

- Ve vlhčích severních částech Severní Ameriky, včetně částí Kanady, Nové Anglie, Minnesoty a Horního poloostrova v Michiganu, se populace muchniček od konce dubna do července rozrůstají a obtěžují obyvatele při běžných outdoorových aktivitách, například zahrádkaření, plavení na lodích, kempování a pěší i horské turistice.
- Muchničky jsou v Kanadě metlou hospodářských zvířat, způsobují úbytek hmotnosti skotu a někdy i jeho úhyn.
- Pensylvánie zavedla nejintenzivnější program redukce populace muchniček v Severní Americe. Program je považován za přínosný jak pro kvalitu života obyvatel, tak pro cestovní ruch.[3]
- Moucha z Blandfordu (Simulium posticatum) v Anglii byla kdysi problémem veřejného zdraví v oblasti tohoto města v Dorsetu kvůli velkému počtu a bolestivým poškozením tkáně způsobeným jejím kousnutím. Nakonec byl úspěšně aplikován Bacillus thuringiensis israelensis. V roce 2010 vyžadoval letní nárůst hmyzích kousnutí much z Blandfordu velký počet hospitalizací.[4]
- Novozélandské „písečné mouchy“ jsou ve skutečnosti muchničky druhu Austrosimulium australense a A. ungulatum.[5]
- V některých částech Skotska jsou různé druhy muchniček parazitujících na lidech, hlavně od května do září. Nacházejí se zejména ve smíšených březových a borových lesích a v nižších polohách v borových lesích, rašeliništích a pastvinách. Kousnutí se nejčastěji vyskytuje na hlavě, krku a zádech, někdy také na nohou a pažích.

## Vliv na zdraví
Pouze čtyři rody v čeledi Simuliidae, Simulium, Prosimulium, Austrosimulium a Cnephia mají druhy, které se živí lidskou krví, ostatní druhy preferují krev jiných savců nebo ptáků. Rod Simulium je nejrozšířenější a je přenašečem několika nemocí, včetně slepoty.
Dospělé muchničky se mohou rozptýlit desítky až stovky kilometrů od svých hnízdišť ve sladké tekoucí vodě. Rojové chování může znepříjemňovat venkovní aktivity a ovlivnit živočišnou výrobu. Během 18. století byla „golubacká moucha“ (Simulium colombaschense) známým škůdcem ve střední Evropě.
Kousnutí je mělké a provádí se nejprve napnutím pokožky pomocí zubů na labru a následným užitím čelistí a kusadel na kůži a prasknutím jejích jemných kapilár. Sání je usnadněno silným antikoagulačním činidlem ve slinách mušek, které také částečně znecitlivuje místo kousnutí, čímž se snižuje vědomí hostitele o kousnutí a zároveň se prodlužuje doba sání. Muchničky se živí pouze za denního světla a mají tendenci se zakusovat do oblastí tenčí kůže, jako je zátylek na krku nebo uši a kotníky.
Kousnutí někdy způsobují svědění a lokalizovaný otok a zánět. Otok může být poměrně výrazný v závislosti na druhu a reakcí imunitního systému jedince a podráždění může přetrvávat týdny. Intenzivní sání krve může způsobit „muchničkovou horečku“ s bolestmi hlavy, nevolností, horečkou, otoky lymfatických uzlin a bolavými klouby; tyto příznaky jsou pravděpodobně reakcí na sloučeninu ze slinných žláz mouchy. Méně časté závažné alergické reakce mohou vyžadovat hospitalizaci.
Repelenty poskytují určitou ochranu proti kousnutí muchniček. Vzhledem k omezené účinnosti repelentů však vyžaduje ochrana proti muchničkám i další opatření, jako je vyhýbání se oblastem obývaným většími populacemi muchniček, vyhýbání se časům největší aktivity hmyzu a nošení vhodného oblečení včetně košil s dlouhým rukávem, dlouhých kalhot a čepice. Pokud je výskyt muchniček velký a nedá se jim vyhnout, může ochranu poskytnout síťovina, která zakrývá hlavu, podobě jako „včelařské kukly“.

### Říční slepota
Muchničky jsou hlavním vektorem parazitické hlístice Onchocerca volvulus, které způsobuje onchocerciázu neboli „říční slepotu“. Slouží jako larvální hostitel pro hlístici a působí jako přenašeč, který nemoc šíří. Parazit žije na lidské kůži a během krmení se přenáší na muchničku.